# Deltoid

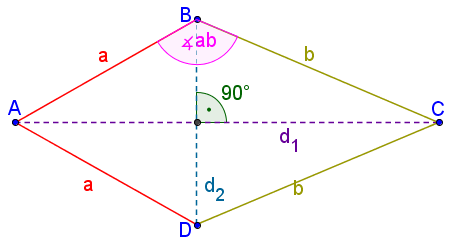
Deltoid

Konvexní a nekonvexní deltoid

Deltoid je čtyřúhelník, jenž má dvě dvojice shodných sousedních stran.

## Název
Název pochází z tvaru řeckého písmene delta. Má tvar (klasického létajícího) draka; ryze anglický termín pro deltoid je „kite“ (drak) a ryze německý výraz je „Drachenviereck“ (dračí čtyřúhelník).

## Vlastnosti
Deltoid ABCD z obrázku má dva páry shodných stran AB = AD, BC = CD, tyto shodné strany sdílejí stejné vrcholy (A, C).
Úhlopříčky deltoidu jsou na sebe kolmé. Značíme je AC = e = d1, BD = f = d2. Úhlopříčka BD u deltoidu ABCD z obrázku je úhlopříčkou AC půlena. Hlavní úhlopříčka AC dělí deltoid na dva shodné trojúhelníky a vedlejší na dva rovnoramenné trojúhelníky, mající tvar řeckého písmene delta, odtud název.
Deltoid je osově souměrný podle jediné hlavní úhlopříčky (AC). Spolu s identitou je to jediný jeho zákrytový pohyb, takže jeho grupa symetrie  je jen Z2 .
Deltoid má zřejmě stejný součet délek protilehlých stran, je to tedy tečnový čtyřúhelník. Lze mu tedy vždy vepsat kružnici.

## Zvláštní případy

Deltoid s pravými úhly u vrcholů vedlejší úhlopříčky

Jestliže úhly u vrcholů vedlejší úhlopříčky (β, δ) jsou pravé, řadíme jej mezi dvojstředové čtyřúhelníky (lze mu opsat i vepsat kružnici). 
Reuleauxovu trojúhelníku lze vepsat deltoid, jehož úhlopříčky mají stejnou délku.

Reuleauxův trojúhelník s vepsaným deltoidem

Speciální případ deltoidu je čtverec – právě když jsou všechny strany shodné AB = AD = BC = BD, všechny úhly jsou pravé a úhlopříčky AC = BD (jsou shodné); a kosočtverec – právě když jsou všechny strany shodné AB = AD = BC = BD a nejsou k sobě kolmé.

## Obvod a obsah
Obvod {\displaystyle O} deltoidu se rovná součtu délek jeho stran {\displaystyle a,b,c,d}:
{\displaystyle O=a+b+c+d=2(a+b).}
Obsah {\displaystyle S} deltoidu je roven
{\displaystyle S={1 \over 2}ef},
kde {\displaystyle e,f} jsou délky jeho úhlopříček. Pokud {\displaystyle a,b} jsou délky různých stran a {\displaystyle \theta } úhel jimi sevřený, pak
{\displaystyle \displaystyle S=ab\cdot \sin {\theta }.}
Podle obecného vztahu pro obsah tečnového čtyřúhelníku platí
{\displaystyle S=\rho (a+b)},
kde {\displaystyle \rho } je poloměr vepsané kružnice.